# Grande Prêmio da Cidade do México de 2023
O Grande Prêmio da Cidade do México de 2023 (formalmente denominado Formula 1 Gran Premio De La Ciudad De México 2023) foi a décima nona etapa do Campeonato Mundial de Fórmula 1 de 2023. disputado em 29 de outubro de 2023 no Autódromo Hermanos Rodríguez, Cidade do México, México.

## Resumo

### Treino Livre
No primeiro e segundo treino livre Max Verstappen foi o piloto mais rápido. Ele também estabeleceu o tempo mais rápido no terceiro treino livre.

### Treino Classificatório
Charles Leclerc foi o piloto mais rápido no treino classificatório, conquistando assim sua vigésima segunda pole position.  Seu colega de equipe Carlos Sainz estabeleceu o segundo tempo mais rápido. Max Verstappen terminou em terceiro.

### Corrida
Charles Leclerc largou da posição de honra com Carlos Sainz e Max Verstappen atrás dele. Logo após o início da corrida Verstappen ultrapassou Sainz e Leclerc e assumiu a liderança. Seu companheiro de equipe Sergio Pérez tocou Leclerc e teve que abondonar a corrida porque seu carro sofreu grandes danos.
No meio da corrida Kevin Magnussen bateu na grade de proteção e, em seguida seu carro pegou fogo. Por este motivo, a bandeira vermelha foi acionada e a corrida foi interrompida.
Max Verstappen conquistou sua 16ª vitória de 2023 e a 51ª de sua carreira, igualando o recorde de Alain Prost que datava de 1993, quando este encerrou sua carreira de piloto de F1. Lewis Hamilton e Chales Leclerc terminaram, respectivamente, em segundo e terceiro lugar.
Em seu segundo GP após seu retorno o piloto australiano Daniel Ricciardo terminou em sétimo lugar.

## Resultados

### Treino classificatório
| Pos.                | No. | Driver           | Constructor           | Qualifying times | Qualifying times | Qualifying times | Final grid |
| Pos.                | No. | Driver           | Constructor           | Q1               | Q2               | Q3               | Final grid |
| ------------------- | --- | ---------------- | --------------------- | ---------------- | ---------------- | ---------------- | ---------- |
| 1                   | 16  | Charles Leclerc  | Ferrari               | 1:18.401         | 1:17.901         | 1:17.166         | 1          |
| 2                   | 55  | Carlos Sainz Jr. | Ferrari               | 1:18.755         | 1:18.382         | 1:17.233         | 2          |
| 3                   | 1   | Max Verstappen   | Red Bull Racing-Honda | 1:18.099         | 1:17.625         | 1:17.263         | 3          |
| 4                   | 3   | Daniel Ricciardo | AlphaTauri-Honda      | 1:18.341         | 1:17.706         | 1:17.382         | 4          |
| 5                   | 11  | Sergio Pérez     | Red Bull Racing-Honda | 1:18.553         | 1:18.124         | 1:17.423         | 5          |
| 6                   | 44  | Lewis Hamilton   | Mercedes              | 1:18.677         | 1:17.571         | 1:17.454         | 6          |
| 7                   | 81  | Oscar Piastri    | McLaren-Mercedes      | 1:18.241         | 1:17.874         | 1:17.623         | 7          |
| 8                   | 63  | George Russell   | Mercedes              | 1:18.893         | 1:17.673         | 1:17.674         | 8          |
| 9                   | 77  | Valtteri Bottas  | Alfa Romeo-Ferrari    | 1:18.429         | 1:18.016         | 1:18.032         | 9          |
| 10                  | 24  | Zhou Guanyu      | Alfa Romeo-Ferrari    | 1:19.016         | 1:18.440         | 1:18.050         | 10         |
| 11                  | 10  | Pierre Gasly     | Alpine-Renault        | 1:18.945         | 1:18.521         | N/A              | 11         |
| 12                  | 27  | Nico Hülkenberg  | Haas-Ferrari          | 1:18.969         | 1:18.524         | N/A              | 12         |
| 13                  | 14  | Fernando Alonso  | Aston Martin-Mercedes | 1:18.848         | 1:18.738         | N/A              | 13         |
| 14                  | 23  | Alexander Albon  | Williams-Mercedes     | 1:18.828         | 1:19.147         | N/A              | 14         |
| 15                  | 22  | Yuki Tsunoda     | AlphaTauri-Honda      | 1:18.890         | No time          | N/A              | 181        |
| 16                  | 31  | Esteban Ocon     | Alpine-Renault        | 1:19.080         | N/A              | N/A              | 15         |
| 17                  | 20  | Kevin Magnussen  | Haas-Ferrari          | 1:19.163         | N/A              | N/A              | 16         |
| 18                  | 18  | Lance Stroll     | Aston Martin-Mercedes | 1:19.227         | N/A              | N/A              | PL2        |
| 19                  | 4   | Lando Norris     | McLaren-Mercedes      | 1:21.554         | N/A              | N/A              | 17         |
| 107% time: 1:23.565 |     |                  |                       |                  |                  |                  |            |
| —                   | 2   | Logan Sargeant   | Williams-Mercedes     | No time          | N/A              | N/A              | 193        |
| Source:             |     |                  |                       |                  |                  |                  |            |

Notas
- ↑1  – Yuki Tsunoda foi obrigado a começar a corrida no final do grid por exceder sua cota de elementos de unidades de potência e componentes de caixa de câmbio.[10][11]
- ↑2  – Lance Stroll qualificou-se em 18º, mas foi obrigado a iniciar a corrida no pit lane, pois elementos de especificações diferentes daqueles originalmente usados foram instalados em seu carro durante as condições do parque fechado.[10][12]
- ↑3  – Logan Sargeant não conseguiu definir um tempo durante a qualificação.  Ele foi autorizado a correr a critério dos comissários. Ele também recebeu uma penalidade de 10 posições no grid por ultrapassagem sob condições de bandeira amarela no Q1. Ele ganhou posição após pênalti de Lance Stroll.[10][13]

### Corrida
| Pos.                                                         | No. | Driver           | Constructor           | Laps | Time/Retired         | Grid | Points |
| ------------------------------------------------------------ | --- | ---------------- | --------------------- | ---- | -------------------- | ---- | ------ |
| 1                                                            | 1   | Max Verstappen   | Red Bull Racing-Honda | 71   | 2:02:30.814          | 3    | 25     |
| 2                                                            | 44  | Lewis Hamilton   | Mercedes              | 71   | +13.875              | 6    | 191    |
| 3                                                            | 16  | Charles Leclerc  | Ferrari               | 71   | +23.124              | 1    | 15     |
| 4                                                            | 55  | Carlos Sainz Jr. | Ferrari               | 71   | +27.154              | 2    | 12     |
| 5                                                            | 4   | Lando Norris     | McLaren-Mercedes      | 71   | +33.266              | 17   | 10     |
| 6                                                            | 63  | George Russell   | Mercedes              | 71   | +41.020              | 8    | 8      |
| 7                                                            | 3   | Daniel Ricciardo | AlphaTauri-Honda      | 71   | +41.570              | 4    | 6      |
| 8                                                            | 81  | Oscar Piastri    | McLaren-Mercedes      | 71   | +43.104              | 7    | 4      |
| 9                                                            | 23  | Alexander Albon  | Williams-Mercedes     | 71   | +48.573              | 14   | 2      |
| 10                                                           | 31  | Esteban Ocon     | Alpine-Renault        | 71   | +1:02.879            | 15   | 1      |
| 11                                                           | 10  | Pierre Gasly     | Alpine-Renault        | 71   | +1:06.208            | 11   |        |
| 12                                                           | 22  | Yuki Tsunoda     | AlphaTauri-Honda      | 71   | +1:18.982            | 18   |        |
| 13                                                           | 27  | Nico Hülkenberg  | Haas-Ferrari          | 71   | +1:20.309            | 12   |        |
| 14                                                           | 24  | Zhou Guanyu      | Alfa Romeo-Ferrari    | 71   | +1:21.676            | 10   |        |
| 15                                                           | 77  | Valtteri Bottas  | Alfa Romeo-Ferrari    | 71   | +1:25.5972           | 9    |        |
| 163                                                          | 2   | Logan Sargeant   | Williams-Mercedes     | 70   | Bomba de combustível | 19   |        |
| 173                                                          | 18  | Lance Stroll     | Aston Martin-Mercedes | 66   | Dano após colisão    | PL   |        |
| Ret                                                          | 14  | Fernando Alonso  | Aston Martin-Mercedes | 47   | Retirado             | 13   |        |
| Ret                                                          | 20  | Kevin Magnussen  | Haas-Ferrari          | 31   | Batida               | 16   |        |
| Ret                                                          | 11  | Sergio Pérez     | Red Bull Racing-Honda | 1    | Dano após colisão    | 5    |        |
| Fastest lap: Lewis Hamilton (Mercedes) – 1:21.334 (volta 71) |     |                  |                       |      |                      |      |        |
| Source:                                                      |     |                  |                       |      |                      |      |        |

Notas
- ↑1  – Inclui um ponto pela volta mais rápida.[15]
- ↑2  – Valtteri Bottas terminou em 14º na pista, mas recebeu uma penalidade pós-corrida de cinco segundos por causar uma colisão com Lance Stroll.[14]
- ↑3  – Logan Sargeant e Lance Stroll foram classificados por terem completado mais de 90% da distância da corrida.[14]

## Tabela do Campeonato após a corrida
|         | Pos. | Driver           | Points |
| ------- | ---- | ---------------- | ------ |
|         | 1    | Max Verstappen*  | 491    |
|         | 2    | Sergio Pérez     | 240    |
|         | 3    | Lewis Hamilton   | 220    |
| 1       | 4    | Carlos Sainz Jr. | 183    |
| 1       | 5    | Fernando Alonso  | 183    |
| Source: |      |                  |        |

|         | Pos. | Constructor            | Points |
| ------- | ---- | ---------------------- | ------ |
|         | 1    | Red Bull Racing-Honda* | 731    |
|         | 2    | Mercedes               | 371    |
|         | 3    | Ferrari                | 349    |
|         | 4    | McLaren-Mercedes       | 256    |
|         | 5    | Aston Martin-Mercedes  | 236    |
| Source: |      |                        |        |

- Notas: Apenas as cinco primeiras posições estão incluídas em ambos os conjuntos de classificação.
- Os competidores em negrito e marcados com um asterisco são os campeões mundiais de 2023.